# يوم من أيام زمرا
يوم من أيام زمرة قصة للأديب التونسي محمد صالح الجابري والتي طبعت بدار التونسية للنشر بتونس.

## التقديم
يوم من أيام زمرا هي رواية متوسطة الحجم للكاتب محمد صالح الجابري والتي طبعت بالدار التونسية بتونس. يصور الكاتب من خلال الرواية تأزم اوضاع الاستعمار من خلال سرد رحلة إبراهيم للبحث عن عمل. لا يوجد صور إلا صورة الغلاف التي تحتوي على عامل يرتدي خوذة يتقدمها فانوس ويحمل في يده فانوس اخر ويوجد خلفه قطار يحمل عمالا يلبسون لباسا موحدا وخلفهم جبل. وزمرا هو جبل بمحاذاة جبل البراسيم بالرديف بولاية قفصة.

### الاطر المكانية
- العامة: الرديف في ولاية قفصة
- الخاصة: الجبال /القطار/ الدكان/ سوق الخضر /دكان العم العياشي / الحي الأوروبي /في أحواز الرديف /محطة القطار

### الشخصيات
- الرئيسية: إبراهيم وعمه
- الثانوية: شناب وزوجته وابناءه/قاطع التذاكر/الوردي / العجوزين/الفلاح صاحب القرية/عمار (عميراتو)

مدام لافا وخادمها....